# Prêmio Jabuti - Poesia
Poesia é uma das categorias do Prêmio Jabuti, tradicional prêmio brasileiro de literatura que é realizado desde 1959. A categoria existe desde a primeira edição da premiação, e busca premiar o melhor livro de poesia publicado naquele ano no Brasil.

## História
A categoria "Poesia" foi criada já na primeira edição do Prêmio Jabuti, em 1959. Seu objetivo é premiar autores de livros de poesia publicados no ano anterior ao da cerimônia. O primeiro vencedor foi José Paulo Moreira da Fonseca, com o livro Três Livros.
Até 1992, havia apenas um vencedor por categoria. Em 1993 e 1994, foram definidos até cinco vencedores em cada categoria. A partir de 1995, os três primeiros colocados passaram a ser considerados vencedores (as exceções foram de 2002 a 2005, quando o segundo e o terceiros colocados receberam o prêmio como "menção honrosa"). A partir de 2018, apenas o primeiro colocado voltou a ser considerado vencedor da categoria.

## Vencedores
| Ano  | Vencedor(a)                       | Vencedor(a)                        | Obra                                                 | Editora                      | Nota(s)       |
| ---- | --------------------------------- | ---------------------------------- | ---------------------------------------------------- | ---------------------------- | ------------- |
| 1959 | José Paulo Moreira da Fonseca     | José Paulo Moreira da Fonseca      | Três Livros                                          | Livraria Agir Editora        | [ 1 ] [ 6 ]   |
| 1960 | Sosigenes Costa                   | Sosigenes Costa                    | Obra Poética                                         | Editora Leitura              | [ 7 ]         |
| 1961 | Cassiano Ricardo                  | Cassiano Ricardo                   | A Difícil Manhã                                      | Livros de Portugal           | [ 8 ] [ 9 ]   |
| 1962 | Mário da Silva Brito              | Mário da Silva Brito               | Universo                                             | Independente                 | [ 10 ]        |
| 1962 | Péricles da Silva Pinheiro        | Péricles da Silva Pinheiro         | Maneiras Literárias em São Paulo na Época Colonial   | Conselho Estadual de Cultura |               |
| 1963 | Mário Chamie                      | Mário Chamie                       | Lavra, Lavra                                         | Massao Ohno                  | [ 11 ] [ 12 ] |
| 1964 | Cecília Meireles                  | Cecília Meireles                   | Solombra                                             | Global Editora               | [ 13 ]        |
| 1965 | Cassiano Ricardo                  | Cassiano Ricardo                   | Jeremias sem Chorar                                  | Livraria José Olympio        | [ 14 ]        |
| 1966 | Carlos Soulié do Amaral           | Carlos Soulié do Amaral            | Procura e Névoa                                      | Martins Editora              | [ 15 ]        |
| 1967 | João Cabral de Melo Neto          | João Cabral de Melo Neto           | Educação Pela Pedra                                  | Edição do autor              | [ 16 ]        |
| 1968 | Carlos Drummond de Andrade        | Carlos Drummond de Andrade         | Versiprosa                                           | Livraria José Olympio        | [ 17 ]        |
| 1969 | Stella Carr                       | Stella Carr                        | Cadernos de Capazul                                  | Prudentia                    | [ 18 ]        |
| 1970 | Lupe Cotrim Garaude (póstumo)     | Lupe Cotrim Garaude (póstumo)      | Poemas ao Outro                                      | Conselho Estadual de Cultura | [ 19 ]        |
| 1971 | Dora Ferreira da Silva            | Dora Ferreira da Silva             | Andança                                              | Edição do autor              | [ 20 ]        |
| 1972 | Geraldo Pinto Rodrigues           | Geraldo Pinto Rodrigues            | Veio e Via                                           | Clube de Poesia              | [ 21 ]        |
| 1973 | Lêdo Ivo                          | Lêdo Ivo                           | Finisterra                                           | Livraria José Olympio        | [ 22 ]        |
| 1974 | José Paulo Moreira da Fonseca     | José Paulo Moreira da Fonseca      | Luz e Sombra                                         | Livraria José Olympio        | [ 23 ]        |
| 1975 | Mauro Motta                       | Mauro Motta                        | Itinerário                                           | Livraria José Olympio        | [ 24 ]        |
| 1976 | Yone Giannetti Fonseca            | Yone Giannetti Fonseca             | Rosa Dialética                                       | Quiron                       | [ 25 ]        |
| 1977 | Domingos Carvalho da Silva        | Domingos Carvalho da Silva         | Vida Prática                                         | Imago Editora                | [ 26 ]        |
| 1978 | Adélia Prado                      | Adélia Prado                       | Coração Disparado                                    | Nova Fronteira               | [ 27 ]        |
| 1979 | Leila Coelho Frota                | Leila Coelho Frota                 | Menino Deitado em Alfa                               | Quiron                       | [ 28 ]        |
| 1980 | Sebastião Uchoa Leite             | Sebastião Uchoa Leite              | Antilogia                                            | Achiamé                      | [ 29 ]        |
| 1981 | Rubens Rodrigues Filho            | Rubens Rodrigues Filho             | O Vôo Circunflexo                                    | Brasiliense                  | [ 30 ]        |
| 1982 | Francisco Alvim                   | Francisco Alvim                    | Passatempo e Outros Poemas                           | Brasiliense                  | [ 31 ]        |
| 1983 | Orides Fontela                    | Orides Fontela                     | Alba                                                 | Roswitha Kempf               | [ 32 ]        |
| 1984 | Hilda Hilst                       | Hilda Hilst                        | Cantares de Perda e Predileção                       | Lydia Pires e Albuquerque    | [ 33 ]        |
| 1985 | Alphonsus de Guimaraens Filho     | Alphonsus de Guimaraens Filho      | Nó                                                   | Record                       | [ 34 ]        |
| 1986 | Armando Freitas Filho             | Armando Freitas Filho              | 3x4                                                  | Nova Fronteira               | [ 35 ]        |
| 1987 | Ilka Brunhilde Laurito            | Ilka Brunhilde Laurito             | Canteiro de Obras                                    | Editora Scortecci            | [ 36 ]        |
| 1988 | Antonio Fernando de Franceschi    | Antonio Fernando de Franceschi     | Caminho das Águas                                    | Brasiliense                  | [ 37 ]        |
| 1989 | Francisco Alvim                   | Francisco Alvim                    | Poesias Reunidas (1968-1988)                         | Editora Claro Enigma         | [ 38 ]        |
| 1989 | Alice Ruiz                        | Alice Ruiz                         | Vice-Verso                                           | Brasiliense                  | [ 38 ]        |
| 1990 | Manoel de Barros                  | Manoel de Barros                   | O Guardador de Águas                                 | Art Editora                  | [ 39 ]        |
| 1991 | Affonso Ávila                     | Affonso Ávila                      | O Visto e o Imaginado                                | Perspectiva                  | [ 40 ]        |
| 1992 | Carlito Azevedo                   | Carlito Azevedo                    | Collapsus Linguae                                    | Editora Lynx                 | [ 41 ]        |
| 1993 | Arnaldo Antunes                   | Arnaldo Antunes                    | As Coisas                                            | Iluminuras                   | [ 42 ]        |
| 1993 | Moacyr Amâncio                    | Moacyr Amâncio                     | Do Objeto Útil                                       | Iluminuras                   | [ 42 ]        |
| 1993 | Carlos Drummond de Andrade        | Carlos Drummond de Andrade         | O Amor Natural                                       | Record                       | [ 42 ]        |
| 1993 | Inês O. Depré e Haroldo de Campos | Inês O. Depré e Haroldo de Campos  | Os Melhores Poemas de Haroldo de Campos              | Global Editora               | [ 42 ]        |
| 1994 | Vinicius de Moraes                | Vinicius de Moraes                 | Jardim Noturno                                       | Editora Contexto             | [ 43 ]        |
| 1994 | Rubem Braga                       | Rubem Braga                        | Livros de Versos                                     | Record                       | [ 43 ]        |
| 1994 | Frederico Barbosa                 | Frederico Barbosa                  | Nada Feito Nada                                      | Perspectiva                  | [ 43 ]        |
| 1994 | Marina Colasanti                  | Marina Colasanti                   | Rota de Colisão                                      | Rocco                        | [ 43 ]        |
| 1995 | 1º                                | Ivan Junqueira                     | A Sagração dos Ossos                                 | Civilização Brasileira       | [ 44 ]        |
| 1995 | 2º                                | Bruno Tolentino                    | As Horas de Katharina                                | Editora Contexto             | [ 44 ]        |
| 1995 | 3º                                | Paulo Leminski                     | Metamorfose                                          | Iluminuras                   | [ 44 ]        |
| 1996 | 1º                                | Leonardo Fróes                     | Argumentos Invisíveis                                | Rocco                        | [ 45 ]        |
| 1996 | 2º                                | Renata Pallottini                  | Obra Poética                                         | Editora Hucitec              | [ 45 ]        |
| 1996 | 3º                                | Dora Ferreira da Silva             | Poemas da Estrangeira                                | T.A Queiroz                  | [ 45 ]        |
| 1997 | Waly Salomão                      | Waly Salomão                       | Algaravias – Câmara de Ecos                          | Editora 34                   | [ 46 ]        |
| 1997 | Thiago de Mello                   | Thiago de Mello                    | De uma vez por todas                                 | Civilização Brasileira       | [ 46 ]        |
| 1997 | Carlos Drummond de Andrade        | Carlos Drummond de Andrade         | Farewell                                             | Record                       | [ 46 ]        |
| 1997 | Cecília Meireles                  | Cecília Meireles                   | Oratório Santa Maria Egipcíaca                       | Editora Nova Fronteira       | [ 46 ]        |
| 1997 | A. B. Mendes Cadaxa               | A. B. Mendes Cadaxa                | Promontório                                          | Ars Fluminensis              | [ 46 ]        |
| 1998 | 1º                                | Alberto da Costa e Silva           | Ao Lado de Vera                                      | Editora Nova Fronteira       | [ 47 ]        |
| 1998 | 2º                                | Reynaldo Valinho Alvarez           | Galope do Tempo                                      | Tempo Brasileiro             | [ 47 ]        |
| 1998 | 3º                                | Marly de Oliveira                  | O Mar de Permeio                                     | Editora Nova Fronteira       | [ 47 ]        |
| 1999 | 1º                                | Haroldo de Campos                  | Crisantempo                                          | Perspectiva                  | [ 48 ]        |
| 1999 | 2º                                | Gerardo Mello Mourão               | Invenção do Mar                                      | Record                       | [ 48 ]        |
| 1999 | 3º                                | Salgado Maranhão                   | Mural de Ventos                                      | Livraria José Olympio        | [ 48 ]        |
| 2000 | Thiago de Mello                   | Thiago de Mello                    | Campo de Milagres                                    | Bertrand Brasil              | [ 49 ]        |
| 2000 | Moacyr Félix                      | Moacyr Félix                       | Introdução a Escombros                               | Bertrand Brasil              | [ 49 ]        |
| 2000 | Ferreira Gullar                   | Ferreira Gullar                    | Muitas Vozes                                         | Livraria José Olympio        | [ 49 ]        |
| 2001 | Anderson Braga Horta              | Anderson Braga Horta               | Fragmentos da Paixão – Poemas Reunidos               | Massao Ohno                  | [ 50 ]        |
| 2001 | Lêdo Ivo                          | Lêdo Ivo                           | O Rumo da Noite                                      | Editora Nova Fronteira       | [ 50 ]        |
| 2001 | Alberto da Costa e Silva          | Alberto da Costa e Silva           | Poemas Reunidos                                      | Massao Ohno                  | [ 50 ]        |
| 2002 | 1º                                | Claudia Roquette Pinto             | Corola                                               | Ateliê Editorial             | [ 51 ] [ 52 ] |
| 2002 | Thiago de Mello                   | Thiago de Mello                    | Poemas Preferidos pelo Autor e seus Leitores         | Record                       | [ 51 ] [ 52 ] |
| 2002 | Ivo Barroso                       | Ivo Barroso                        | A Caça Virtual e Outros Poemas                       | Bertrand Brasil              | [ 51 ] [ 52 ] |
| 2003 | 1º                                | Bruno Tolentino                    | O Mundo Como Idéia                                   | Editora Globo                | [ 53 ] [ 54 ] |
| 2003 | Geraldo Mello Mourão              | Geraldo Mello Mourão               | Algumas Partituras                                   | Topbooks                     | [ 53 ] [ 54 ] |
| 2003 | Marcus Accioly                    | Marcus Accioly                     | Latinomérica                                         | Topbooks                     | [ 53 ] [ 54 ] |
| 2004 | 1º                                | Alexei Bueno                       | Poesia Reunida                                       | Editora Nova Fronteira       | [ 55 ] [ 56 ] |
| 2004 | 2º                                | Marco Lucchesi                     | Sphera                                               | Record                       | [ 55 ] [ 56 ] |
| 2004 | 3º                                | Alphonsus de Guimaraens Filho      | Só a Noite é que Amanhece                            | Record                       | [ 55 ] [ 56 ] |
| 2004 | 3º                                | Armando Freitas Filho              | Máquina de Escrever Poesia Reunida e Revista         | Editora Nova Fronteira       | [ 55 ] [ 56 ] |
| 2005 | 1º                                | Dora Ferreira da Silva             | Hídrias                                              | Odysseus                     | [ 57 ]        |
| 2005 | 2º                                | Neide Archanjo                     | Todas as Horas e Antes                               | A Girafa                     | [ 57 ]        |
| 2005 | 3º                                | Artur Eduardo Benevides            | Cantares de Outono ou os Navios Regressando às Ilhas | Imprensa Universitária       | [ 57 ]        |
| 2005 | 3º                                | Antonio Risério, Frederico Barbosa | Brasibraseiro                                        | Landy Editora                | [ 57 ]        |
| 2006 | 1º                                | Affonso Romano de Sant'Anna        | Vestígios                                            | Rocco                        | [ 58 ]        |
| 2006 | 2º                                | Ruy Espinheira Filho               | Elegia de Agosto                                     | Bertrand Brasil              | [ 58 ]        |
| 2006 | 3º                                | Domingos Pellegrini                | Gaiola Aberta                                        | Bertrand Brasil              | [ 58 ]        |
| 2007 | 1º                                | Affonso Ávila                      | Cantigas do Falso Alfonso El Sábio                   | Ateliê Editorial             | [ 59 ]        |
| 2007 | 2º                                | Neide Archanjo                     | Cântico para Soraya: uma princesa sefardita          | Duas ou Mais Editoras        | [ 59 ]        |
| 2007 | 3º                                | Armando Freitas Filho              | Raro Mar                                             | Editora Contexto             | [ 59 ]        |
| 2007 | Bruno Tolentino (In Memorian)     | Bruno Tolentino (In Memorian)      | A Imitação do Amanhecer                              | Editora Globo                | [ 59 ]        |
| 2008 | 1º                                | Ivan Junqueira                     | O Outro Lado                                         | Record                       | [ 60 ]        |
| 2008 | 2º                                | Marcus Vinicius Quiroga            | O Xadrez e as Palavras                               | RTC Edições                  | [ 60 ]        |
| 2008 | 3º                                | Paulo Fernando Henriques Britto    | Tarde                                                | Editora Contexto             | [ 60 ]        |
| 2009 | 1º                                | Alice Ruiz                         | Dois em Um                                           | Iluminuras                   | [ 61 ]        |
| 2009 | 2º                                | Viviana Bosi                       | Antigos e Soltos: Poemas e Prosas da Pasta Rosa      | Instituto Moreira Salles     | [ 61 ]        |
| 2009 | 2º                                | Eucanaã Ferraz                     | Cinemateca                                           | Editora Contexto             | [ 61 ]        |
| 2009 | 3º                                | Reynaldo Bessa                     | Outros Barulhos                                      | Anomelivros                  | [ 61 ]        |
| 2010 | 1º                                | Marina Colasanti                   | Passageira EM Trânsito                               | Record                       | [ 62 ]        |
| 2010 | 2º                                | Reynaldo Jardim Silveira           | Sangradas Escrituras                                 | Starprint                    | [ 62 ]        |
| 2010 | 3º                                | Armando Freitas Filho              | Lar                                                  | Editora Contexto             | [ 62 ]        |
| 2011 | 1º                                | Ferreira Gullar                    | Em Alguma Parte Alguma                               | Livraria José Olympio        | [ 63 ]        |
| 2011 | 2º                                | Gilberto Mendonça Teles            | Linear G                                             | Hedra                        | [ 63 ]        |
| 2011 | 3º                                | Ricardo Aleixo                     | Modelos Vivos                                        | Crisálida                    | [ 63 ]        |
| 2012 | 1º                                | Maria Lúcia Dal Farra              | Alumbramentos                                        | Iluminuras                   | [ 64 ]        |
| 2012 | 2º                                | Zulmira Ribeiro Tavares            | Vesuvio                                              | Editora Contexto             | [ 64 ]        |
| 2012 | 3º                                | Josely Vianna Baptista             | Roça Barroca                                         | Cosac Naify                  | [ 64 ]        |
| 2013 | 1º                                | Ademir Assunção                    | A Voz do Ventríloquo                                 | Editora Edith                | [ 65 ]        |
| 2013 | 2º                                | Glauco Mattoso                     | Raymundo Curupyra, o Caypora                         | Editora Tordesilhas          | [ 65 ]        |
| 2013 | 3º                                | Antonio Cicero                     | Porventura                                           | Record                       | [ 65 ]        |
| 2014 | 1º                                | Horácio Costa                      | Bernini – Poemas 2008-2010                           | Selo Demônio Negro           | [ 66 ]        |
| 2014 | 2º                                | Marcus Vinicius Quiroga            | Jardim das Delícias                                  | Editora Kelps                | [ 66 ]        |
| 2014 | 3º                                | Zuca Sardan                        | Ximerix                                              | Cosac Naify                  | [ 66 ]        |
| 2015 | 1º                                | Alexandre Guarnieri                | Corpo de Festim                                      | Confraria do Vento           | [ 67 ]        |
| 2015 | 2º                                | Marco Lucchesi                     | Clio                                                 | Globo Livros                 | [ 67 ]        |
| 2015 | 3º                                | Manoel Herzog                      | A Comedia de Alissia Bloom                           | Editora Patuá                | [ 67 ]        |
| 2016 | 1º                                | Arnaldo Antunes                    | Agora aqui ninguém precisa de si                     | Companhia das Letras         | [ 68 ]        |
| 2016 | 2º                                | Salgado Maranhão                   | Ópera de Nãos                                        | Viveiros de Castro Editora   | [ 68 ]        |
| 2016 | 3º                                | Leonardo Aldrovandi                | Da Lua Não Vejo a Minha Casa                         | Selo Demônio Negro           | [ 68 ]        |
| 2017 | 1º                                | Simone Brantes                     | Quase Todas as Noites                                | 7Letras                      | [ 69 ] [ 70 ] |
| 2017 | 2º                                | Luci Collin                        | A Palavra Algo                                       | Iluminuras                   | [ 69 ] [ 70 ] |
| 2017 | 3º                                | Daniel Francoy                     | Identidade                                           | Urutau                       | [ 69 ] [ 70 ] |
| 2018 | Mailson Furtado Viana             | Mailson Furtado Viana              | À cidade                                             | Independente                 | [ 71 ] [ 72 ] |
| 2019 | Hilda Machado                     | Hilda Machado                      | Nuvens                                               | Editora 34                   | [ 73 ] [ 74 ] |
| 2020 | Cida Pedrosa                      | Cida Pedrosa                       | Solo para viarejo                                    | Cepe Editora                 | [ 75 ]        |
| 2021 | Maria Lúcia Alvim                 | Maria Lúcia Alvim                  | Batendo pasto                                        | Relicário                    | [ 76 ]        |
| 2022 | Luiza Romão                       | Luiza Romão                        | Também guardamos pedras aqui                         | Nós                          | [ 77 ]        |
| 2023 | Fabrício Corsaletti               | Fabrício Corsaletti                | Engenheiro fantasma                                  | Companhia das Letras         | [ 78 ]        |